# Eyjafjarðarsveit
Eyjafjarðarsveit (kiejtése: ˈeiːjaˌfjarðarˌsveiːt) önkormányzat Izland Északkeleti régiójában, amely 1991. január 1-jén jött létre Hrafnagilshreppur, Öngulsstaðahreppur és Saurbæjarhreppur egyesülésével.
2020 októberében javasolták Eyjafjarðarsveit és Svalbarðsstrandarhreppur összevonását.

## Fordítás
- Ez a szócikk részben vagy egészben  az   Eyjafjarðarsveit című izlandi Wikipédia-szócikk ezen változatának fordításán alapul.  Az eredeti cikk szerkesztőit annak laptörténete sorolja fel. Ez a jelzés csupán a megfogalmazás eredetét és a szerzői jogokat jelzi, nem szolgál a cikkben szereplő információk forrásmegjelöléseként.